# Konrad II (hrabia Luksemburga)
Konrad II (ur. 1106 r., zm. 1136 r.) – hrabia Luksemburga od 1129 r.
Był synem hrabiego Luksemburga Wilhelma i Liutgardy z Beichlingen. Objął tron po śmierci ojca w 1129 r. Próbując ekspansji terytorialnej, a znajdując opór u arcybiskupów Trewiru, zaangażował się w spór o inwestyturę próbując zyskać poparcie cesarskie dla swoich ambicji. Jego żoną była Irmgarda, córka hrabiego Zütphen Ottona II i wdowa po hrabim Geldrii Gerardzie II. Zmarł bezpotomnie, a tron luksemburski przypadł wówczas jego kuzynowi, Henrykowi IV Ślepemu, hrabiemu Namur.